# Джованни Фабричако
Джованни Фабричако (лат. Iohannes Fabriciacus, итал. Giovanni Fabriciaco; VIII век) — пятый и последний военный магистр Венеции (в 742 году), которых назначили византийские правители для управления этим городом.
На посту военного магистра Джованни Фабричако сменил Джовиано Чепанико, срок полномочий которого истёк. Он опирался на город Эквило, который подпал под сильное влияние лангобардов. Накал внутриполитической борьбы в Венеции к тому времени достиг апогея. Столкновения между сторонниками и противниками Лангобардского королевства, правители которого стремились захватить город, были настолько сильными, что канал дель Арко, расположенный между двумя противоборствующими кварталами, даже стали называть  «Канал трупов» или «Канал убийств»  («dell'omicidio»).
Джованни Фабричако пал жертвой этой борьбы: он был свергнут, ослеплён и выслан из города. После его изгнания горожане добились от центральной власти разрешения снова избирать дожа. Им стал Теодато Ипато, сын убитого пять лет назад Орсо Ипато, в 740 году уже управлявший Венецией в должности военного магистра.